# Der Fuchs und das Mädchen
Der Fuchs und das Mädchen ist ein Kinofilm von Luc Jacquet. Er kam 2007 am 12. Dezember in die französischen und belgischen und am 27. Dezember in die deutschen Kinos. In den Vereinigten Staaten ging der Film am 29. Februar 2008 an den Start. Die Rolle des Mädchens spielt Bertille Noël-Bruneau.

## Handlung
Einziger Mensch in der Haupthandlung ist die zehnjährige Lila, die in einem abgelegenen Haus im Hochgebirge wohnt. An einem Herbstmorgen bemerkt sie auf ihrem Schulweg abseits des Weges einen Fuchs, ist fasziniert von seiner Schönheit und versucht ihn auch später im Winter wieder aufzufinden, Dabei verletzt sie sich am Fuß und muss den Winter im Haus verbringen, wobei sie sich aus Büchern weiter über Füchse informiert. 
Im Frühjahr gelingt es ihr, den Fuchs – es handelt sich um eine Fähe mit mehreren Jungen – mit Futter anzulocken. Die Fähe fasst nach und nach auch eine Art Vertrauen zu Lila. Indem Lila ihr kreuz und quer durch den Wald folgt, entdeckt sie die wilde Natur; ihre Einstellung und ihr Verhältnis zu Tieren ändert sich. Eines Tages folgt sie der Fähe in eine Tropfsteinhöhle, verliert sie dort, findet nur zufällig einen Weg aus der Höhle heraus und erlebt den Wald bei Nacht, was ihr zunächst Angst macht, sie dann aber fasziniert. Als sie am nächsten Morgen erwacht, liegt die Fähe neben ihr und lässt sich erstmals von Lila streicheln.
Später rettet Lila die Fähe vor einem Wolfsangriff und eines ihrer Jungen vor einem Greifvogel. Generell enttäuscht es sie aber, dass die Fähe ihr nicht „gehorcht“, wie Lila es sich wünschen würde, immer wieder wegläuft und dann lange auf sich warten lässt.
Lila zeigt der Fähe von einer Anhöhe aus ihr Haus und legt ihr beim gemeinsamen Spiel im Wald einmal ein Halsband um, um sie anzuleinen. Doch die Fähe beißt die Schnur durch und läuft davon. Als sie sich später vor Lilas Haus einfindet, wertet Lila das als Entschuldigung, führt sie glücklich in ihr Zimmer im Obergeschoss und möchte mit ihr spielen. Die wachsende Panik, in die die Fähe im geschlossenen Zimmer gerät, fasst Lila zunächst als Freude auf, bis die Fähe durch das Fenster ins Freie springt und mit schweren Verletzungen leblos auf dem Hof liegenbleibt.
Traurig trägt Lila sie zu ihrem Bau im Wald, wo sie von ihren Jungen beschnüffelt wird, lässt sie dort zurück und geht aufgewühlt davon. Doch obwohl der Sprung durch das Fenster tödlich zu sein schien, trifft Lila die Fähe später auf einer Anhöhe wieder – ob wirklich oder nur im Traum, bleibt offen.
Als Epilog springt der Film in eine Szene, in der die erwachsene Lila ihrem eigenen Sohn diese Geschichte erzählt und am Schluss sagt, sie habe die Fähe noch oft getroffen, aber nie wieder versucht, sie zu vereinnahmen, denn ihr sei klar geworden, dass Lieben nichts mit Besitzen zu tun hat. Wenn man jemanden liebt, müsse man dabei seine Lebensweise respektieren und dürfe ihm niemals auch nur ein Stück seiner Freiheit nehmen.
Da in der Haupthandlung keine Menschen außer Lila erscheinen, werden auch notwendige Kontexte wie etwa die Sorge der Eltern über das ausbleibende Kind oder Konsequenzen für angerichtete Schäden weitgehend ausgeblendet und treten höchstens nebenbei in Lilas Erzähltexten in Erscheinung.

## Hintergrund
Der Film wurde auf dem Plateau de Retord im französischen Département Ain gedreht, das der Regisseur gut kennt, denn er hat dort seine Kindheit verbracht. Aufnahmen wurden auch in den Abruzzen in Italien gemacht.
Etwa 13 Millionen US-Dollar kostete die Produktion des Films, der weltweit 29,6 Mio. US-Dollar einspielte.
Für den Fuchs im Film wurden sechs Füchse beim Dreh benötigt: Titus, Sally, Ziza, Scott, Tango und Pitchou. Titus war der Fuchs, der von Marie-Noëlle Baroni gezähmt und trainiert worden war. Er starb am 17. März 2008 im hohen Alter von 12 Jahren.
Die deutsche Synchronisation der Erzählerin übernahm Esther Schweins.

## Auszeichnungen
- Nominierung für den Young Artist Award in zwei Kategorien:
  - 1. Best Performance in an International Feature Film – Leading Young Performer (Beste Darstellung in einem internationalen Kinofilm – Junger Hauptdarsteller) Bertille Noël-Bruneau
  - 2. Best International Feature Film (Bester internationaler Kinofilm)[7][8]

## Zweitverwertung
Am 11. Juli 2008 erschien der Film in Deutschland auf DVD und Blu-ray Disc.

## Kritiken
- „Der Film […] (wirkt) zu Beginn heftig überzuckert. Doch wer sich davon nicht abschrecken lässt, kann seine Aufmerksamkeit ganz auf die wunderbaren Landschafts- und Tieraufnahmen richten, die Jacquets Stärke sind. […] die ‚Vermenschlichung‘ von wilden Tieren (hat) gewisse Grenzen. Man wünschte sich, dass auch Luc Jacquet diese Lektion lernt.“ (Berliner Morgenpost)[9]
- „Märchenhaftes, packend erzähltes Naturabenteuer um die in überwältigende Aufnahmen erfasste, anrührende Freundschaft zwischen Mensch und Tier. Nach seinem großen Welterfolg Die Reise der Pinguine bleibt Luc Jacquet auch in diesem Spielfilm nah am Dokumentarischen.“ (Süddeutsche Zeitung)[10]

- „Die problematische Vermenschlichung der Tierwelt, wie man es als Stilmittel auch aus unzähligen Disney-Filmen kennt, ist auch bei Luc Jacquet ein Thema. […] Eingebettet in eine Art märchenhafte, überstilisierte Erzählung entfaltet der Film ganz allmählich seine Botschaft. Und die handelt von einem Naturverständnis, das nicht auf Hierarchie und Besitz gründet, sondern auch gerade von Seiten der Menschen Respekt und Rücksichtsnahme einfordert. Dafür findet Jacquet großartige Bilder aus der Tierwelt, die, mit enormem Aufwand gedreht, sich zu einer ebenso spannenden wie stimmigen Geschichte fügen.“ (General-Anzeiger Bonn)[11]

- „Der behutsame, sehr zurückgenommen inszenierte Film konzentriert sich ganz auf das Dreiecksverhältnis zwischen Natur, Fuchs und Mädchen, wobei der Erzählstimme aus dem Off eine wichtige dramaturgische Funktion zukommt. Ein Glücksfall in Sachen Natur-Annäherung in Form eines semidokumentarischen Spielfilms, in dem es um die Bedeutung von Freiheit für Mensch und Tier geht.“ (Kinotipp der katholischen Filmkritik) (Lexikon des Internationalen Films)[12]